# Synapha
Synapha is een muggengeslacht uit de familie van de paddenstoelmuggen (Mycetophilidae).

## Soorten
- S. astacys (Garrett, 1924)
- S. bicolor Shaw and Fisher, 1952
- S. disjuncta (Garrett, 1925)
- S. fasciata Meigen, 1818
- S. tibialis (Coquillett, 1901)
- S. vitripennis (Meigen, 1818)